# مهرجان السينما الإفريقية بخريبكة
مهرجان السينما الإفريقية بخريبكة هو مهرجان سينمائي للسينما الأفريقية يُقام في مدينة خريبكة بالمغرب. تأسس عام 1977، ويعتبر أحد أقدم وأهم مهرجانات الأفلام في المغرب.

## تاريخ
منذ عام 1967، كان يوجد ناد سينمائي في خريبكة، يضم 200 عضو نشطا وعروضا أسبوعية. في عام 1977، بقيادة نور الدين الصايل، ساعدت الجامعة الوطنية لنوادي السينما بالمغرب (FNCCM) في تنظيم لقاءات خريبكة السينمائية. حرص نادي السينما المحلي على استمرار وجوده. نظرًا لأن الصناعة الرئيسية في خريبكة هي تعدين الفوسفات، فقد حصل النادي على تمويل من المكتب الشريف للفوسفاط.
انعقد الاجتماع الثالث للفيلم الأفريقي في خريبكة في الفترة من 2 إلى 9 أبريل 1988. وبميزانية قدرها 900 ألف درهم مغربي، وجهت الدعوات إلى 100 مواطن وحوالي 30 أجنبيًا من الدول العربية والأوروبية والإفريقية. وحضر الافتتاح الكبير أربعة وزراء حكوميين، وشاهد ما لا يقل عن 50000 من الحضور أفلاما من 14 دولة. وقد عقد الاجتماع الرابع في الفترة من 17 إلى 24 مارس 1990. وعقد الاجتماع السادس في الفترة من 26 مارس إلى 2 أبريل 1994.
منذ عام 2004، أصبح المهرجان يُدار من قبل مؤسسة، مع نور الدين الصايل رئيسا ولحسين النداف كمدير تنفيذي.

## الجوائز
- 2017 : جائزة ثاني دور نسائي للممثلة الإيفوارية ناكي سي سافاني.[5]
- 2014 : جائزة لجنة التحكيم الخاصة للمخرجة الكاميرونية فرانسواز ايلونغ عن فيلمها الطويل الأول واكا.[6]
- 1994 : جائزة أفضل تجسيد نسائي للممثلة الإيفوارية ناكي سي سافاني عن أدائها في فيلم باسم المسيح.[7]

## روابط خارجية
- مهرجان السينما الإفريقية بخريبكة على موقع المركز السينمائي المغربي